# Caicedonia
Caicedonia è un comune della Colombia facente parte del dipartimento di Valle del Cauca. 
L'abitato venne fondato da Lisandro Caicedo ed altri coloni nel 1910, mentre l'istituzione del comune è del 1923.